# Eudimorphodon
Eudimorphodon es un género extinto de pterosaurio que fue descubierto en 1973 por Mario Pandolfi cerca de Bérgamo, Italia y descrito el mismo año por Rocco Zambelli. El esqueleto casi completo fue recuperado de un esquisto depositado durante el Triásico (era de mediados a finales del Noriense), haciendo de Eudimorphodon uno de los más antiguos pterosaurios conocidos. Tenía una envergadura alar de cerca de 100 centímetros y en el final de su larga cola ósea puede haber tenido una estructura en forma de diamante como en el más tardío Rhamphorhynchus. Si era el caso, este diamante puede haber servido como un timón que ayudaba a dirigirlo mientras maniobraba en el aire. Eudimorphodon es conocido de varios esqueletos, incluyendo especímenes juveniles.

## Dentición y dieta

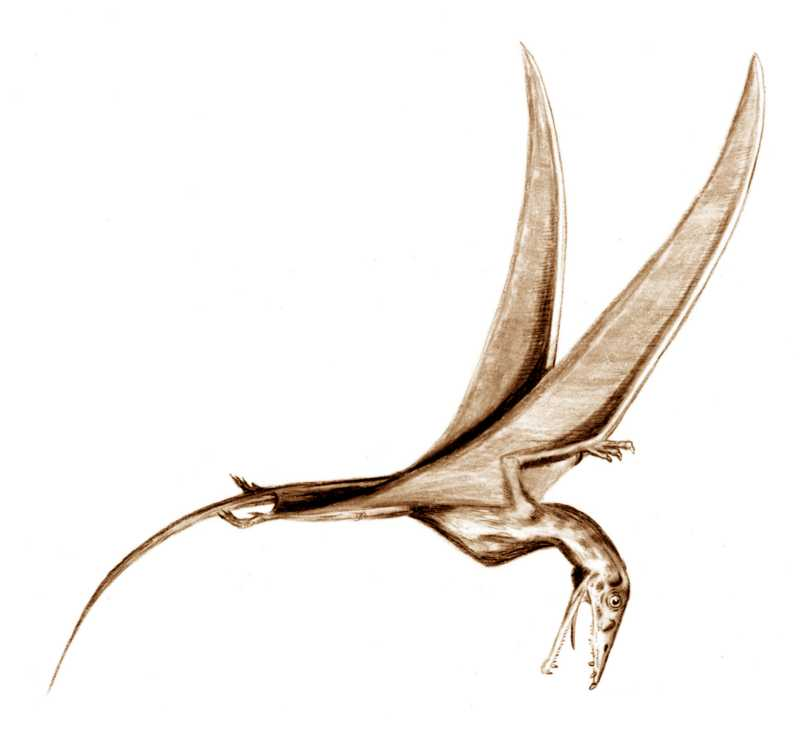
Reconstrucción de Eudimorphodon

Eudimorphodon muestra una fuerte diferenciación de sus dientes, a los que debe su nombre, el cual deriva del griego antiguo para "verdaderos dientes de dos formas". También poseía un gran número de estos dientes, un total de 110 de ellos densamente agrupados en una mandíbula de solo seis centímetros de largo. El frente de las mandíbulas estaban llenas de colmillos, cuatro a cada lado de la mandíbula superior, dos en la mandíbula inferior, los que luego se interrumpen abruptamente dando paso a una línea de varios dientes menores de varias cúspides, 25 en la mandíbula superior y 26 en la inferior, muchos de los cuales tienen cinco puntas, otros tres e incluso cuatro.
La morfología de los dientes sugieren una dieta piscívora, la cual se ha confirmado gracias a contenidos estomacales preservados que incluían restos de peces del género Parapholidophorus. Los jóvenes Eudimorphodon tenían una dentición algo diferente con menos dientes y pueden haber sido insectívoros. Los dientes de arriba y abajo de Eudimorphodon están en contacto directo los unos con los otros cuando la mandíbula estaba cerrada, especialmente en la parte posterior de la mandíbula. Este grado de oclusión dental es el mayor entre los pterosaurios conocidos. Los dientes multicúspides, y el desgaste dental muestran que Eudimorphodon era capaz de triturar o masticar su comida en algún grado. El desgaste a lo largo de los lados de los dientes sugieren que Eudimorphodon también se alimentaba de invertebrados con conchas duras.

## Filogenia y clasificación

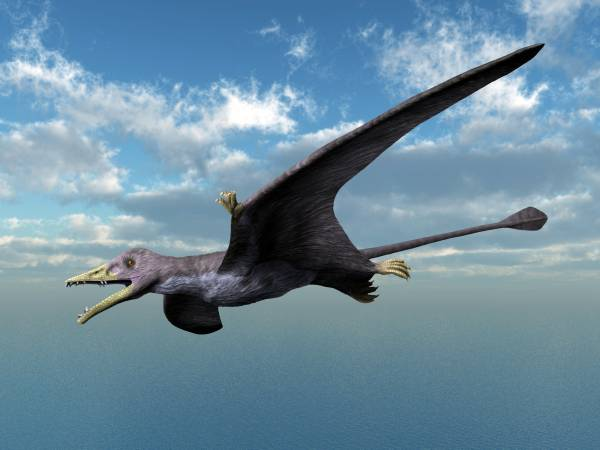
Recreación en vida de Eudimorphodon ranzii.

A pesar de su gran antigüedad Eudimorphodon tenía pocas características primitivas haciendo a este taxón de poco uso en tratar de averiguar dónde encajan los pterosaurios en el árbol de familia de los reptiles. Sin embargo tiene rasgos basales, como la retención de dientes pterigoides y la flexibilidad de la cola, la que carece de las rígidas extensiones vertebrales que otros pterosaurios de cola larga poseían. La escasez de restos de pterosaurios primitivos ha asegurado hasta ahora que sus orígenes evolutivos contunúen siendo un persistente misterio con algunos expertos que sugieren afinidades con los dinosauriformes, los arcosauriformes o los prolacertiformes. 
Dentro de la hipótesis estándar de que los miembros de Dinosauromorpha son los parientes más cercanos de los pterosaurios dentro del grupo Ornithodira, Eudimorphodon tampoco ayuda a establecer relaciones dentro de Pterosauria entre las formas más primitivas y las posteriores debido a que sus dientes multicúspides se consideran como un rasgo altamente derivado, comparados a los dientes de una sola cúspide de los pterosaurios del Jurásico, y una fuerte indicación de que Eudimorphodon no está cercanamente relacionado con los pterosaurios posteriores. En vez de ello se cree que es un miembro de una rama especializada apartada de la "línea" principal de la evolución de los pterosaurios, la familia Campylognathoididae.

## Descubrimiento y especies

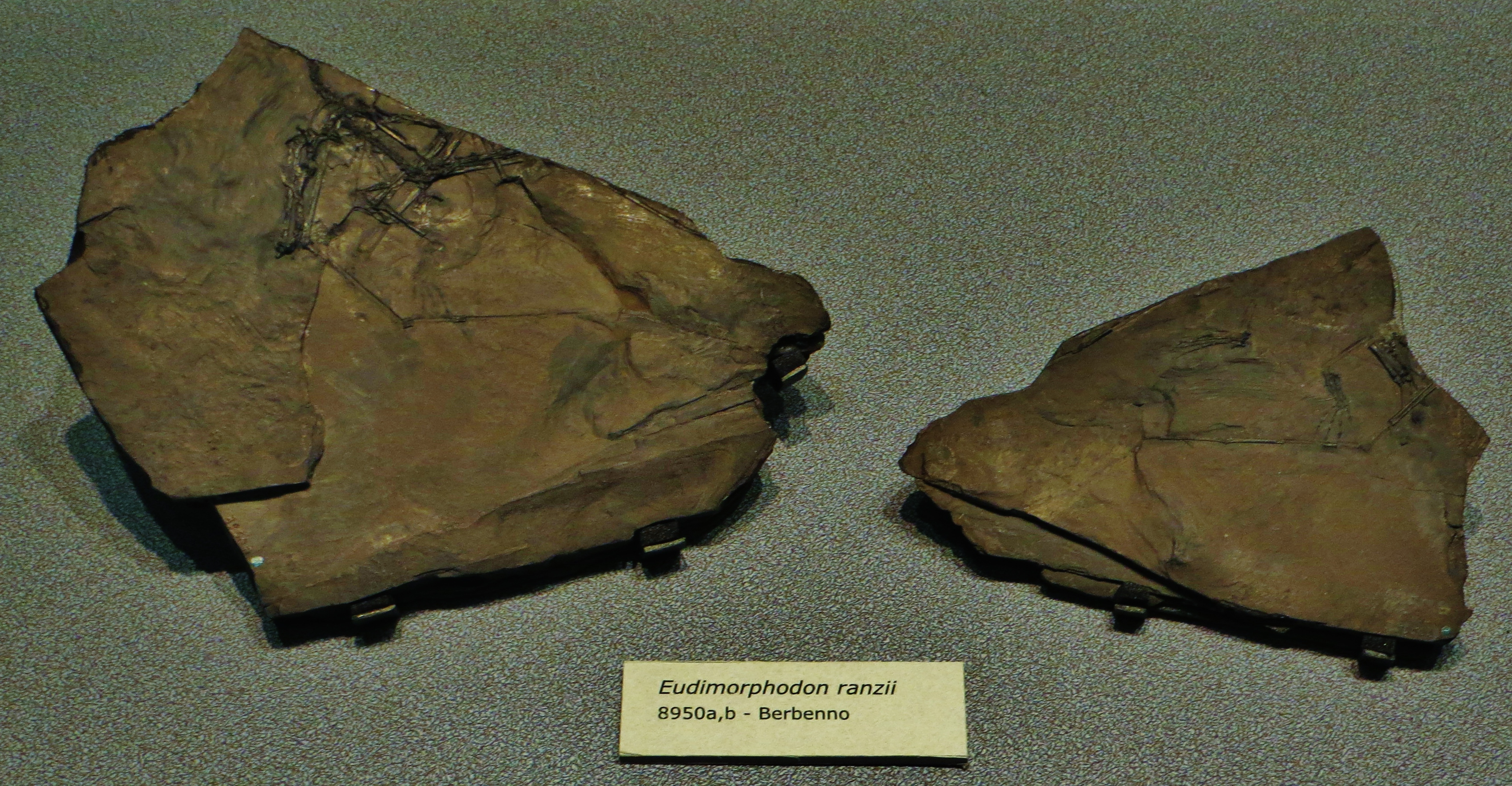
Fósil en el Museo di Scienze Naturali, Bérgamo, especímenes MCSNB 8959 a,b

Eudimorphodon actualmente incluye dos especies. La especie tipo, E. ranzii, fue descrita por Zambelli en 1973. Está basada en el holotipo MCSNB 2888. El nombre científico de la especie honra al profesor Silvio Ranzi. Una segunda especie, E. rosenfeldi, fue nombrada por Dalla Vecchia en 1995 a partir de dos especímens hallados en Italia. Sin embargo, estudios adicionales hechos por Dalla Vecchia hallaron que estos realmente representaban un género distinto, el cual él denominó Carniadactylus en 2009. Ua especie adicional es aún actualmente reconocida: E. cromptonellus, descrita por Jenkins y colegas en 2001. Está basada en un ejemplar juvenil con una envergadura de sólo 24 centímetros, MGUH VP 3393, hallado a principios de la década de los noventa en Groenlandia. Su nombre de especie es un homenaje al profesor Alfred W. Crompton; el nombre es un diminutivo debido a lo pequeño del ejemplar.
En 1986 fragmentos de mandíbulas que contenían dientes multicúspides fueron hallados en las rocas del Grupo Dockum en el oeste de Texas. Un fragmento, aparentemente de una mandíbula inferior, contenía dos dientes, cada uno de cinco puntas. Otro fragmento, de una mandíbula superior, también contenía varios dientes multicúspides. Estos hallazgos son muy similares a Eudimorphodon y podrían ser atribuibles a ese género, aunque sin mejores restos fósiles es imposible estar seguro.

## En la cultura popular
- Eudimorphodon fue representado en un episodio de la serie de Animal Planet Animal Armageddon, donde fue descrito como una criatura similar a una gaviota, alimentándose de peces y carroña.